# Presidente da Comissão Europeia

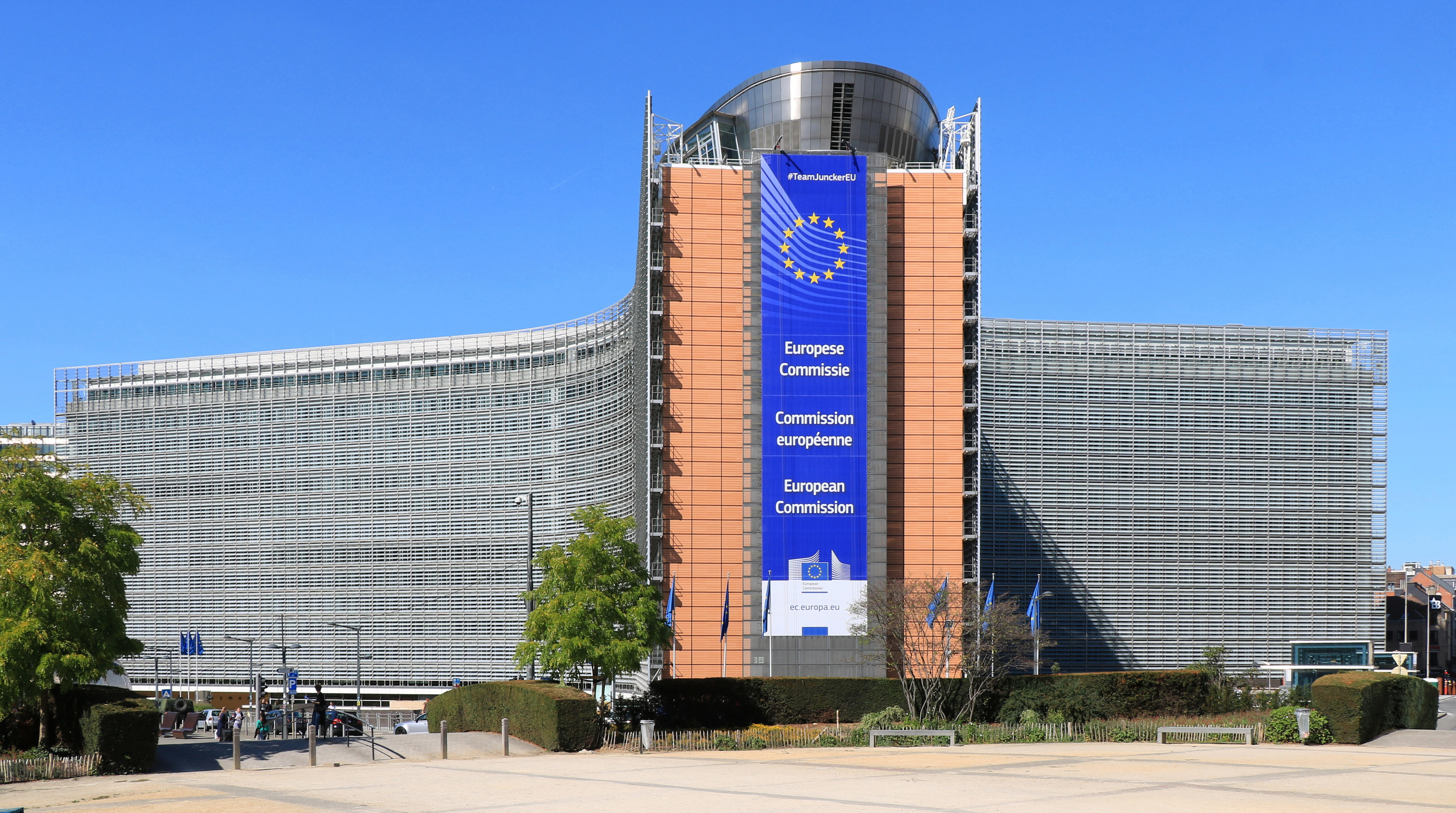
Sede da Comissão Europeia em Bruxelas (Edifício Berlaymont).

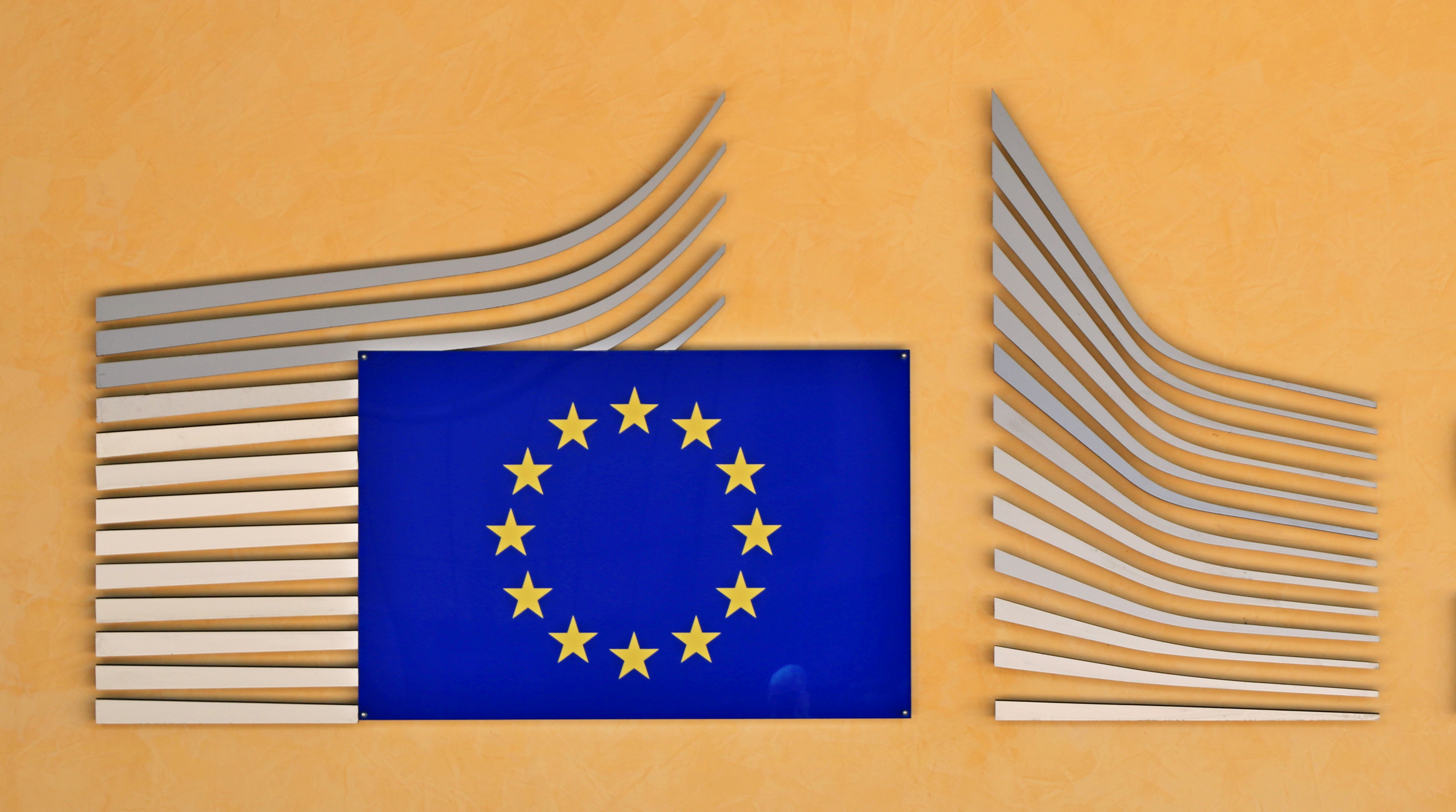
Logótipo da Comissão Europeia à entrada do Berlaymont (evocação estilizada do edifício).

O Presidente da Comissão Europeia é o cargo com mais poder na União Europeia, como chefe da Comissão Europeia, o executivo sucursal da União Europeia. O presidente é responsável pela atribuição de pelouros (no Brasil, ministérios) aos membros da Comissão e pode alterar ou demiti-los, se necessário. Este determina a agenda política da Comissão e todas as propostas legislativas que produz (é único órgão que pode propor Leis da Comunidade).
O cargo foi criado em 1957 e é nomeado pelo Conselho Europeu e pelo Parlamento Europeu, para um mandato de cinco anos. Uma vez eleito, juntamente com a sua Comissão, é responsável perante o Parlamento que pode censurá-lo. A atual presidente é Ursula von der Leyen, que tomou posse a 1 de dezembro de 2019. É membro do Partido Popular Europeu. Von der Leyen é a décima terceira Presidente da Comissão.

## História
O cargo de Presidente da Comissão Europeia foi criado em 1957 com a Comissão Europeia. Anteriormente, era apenas um posto de primeiro entre iguais, mas teve um impacto crescente sobre a Comunidade. Com Jacques Delors tornou-se cada vez mais presidencial e agora é a força dominante na Comissão, embora controlada por crises como a demissão da Comissão Santer.

### Estabelecimento
Antes da criação da atual Comissão Europeia, verificou-se a Alta Autoridade da Comunidade Europeia do Carvão e do Aço. Em 1957, a atual Comissão foi criada pelo Tratado de Roma, e também substituiu a Alta Autoridade e a Comissão de Euratom, em 1967. O primeiro presidente da Comissão foi Walter Hallstein, que iniciou a consolidação da lei europeia e começou o impacto sobre a legislação nacional. Os governos nacionais tiveram pouco atenção à sua administração. Com a ajuda do Tribunal de Justiça Europeu, a Comissão começou a ser levada mais a sério.
Em 1965, Hallstein apresentou as suas propostas para a Política Agrícola Comum (PAC), que daria os seus próprios recursos financeiros comunitários, dando mais poder à Comissão e ao Parlamento Europeu e remoção do poder de veto no Conselho da Agricultura. Estas propostas conduziram a uma imediata reação por parte da França. Hallstein sabia que as propostas iria gerar controvérsia, e encarregou-se pessoalmente de as elaborar, sobrepondo-se ao Comissário Europeu para a Agricultura. No entanto, ganhou o apoio do Parlamento, apesar das suas propostas para aumentar os próprios poderes, e apresentou também a sua política para o Parlamento uma semana antes de ter submetido a questão ao Conselho. Teve como objetivo demonstrar como pensou que a Comunidade devia trabalhar, na esperança de gerar uma onda de pro-europeísmo grande o suficiente para passar as objeções dos estados-membros. No entanto, neste, revelou que, apesar dos seus sucessos anteriores, Hallstein não teve muito apoio nas suas arriscadas propostas.
Em reação às propostas e ações de Hallstein, o então presidente francês, Charles de Gaulle, que estava cético quanto ao crescente poder supranacional da Comissão, acusou Hallstein de agir como se fosse um chefe de estado. A França retirou o seu representante do Conselho, desencadeando a famosa "crise da cadeira vazia". Embora o assunto tivesse sido resolvido no âmbito do "Compromisso Luxemburgo", Hallstein tornou-se o bode expiatório para a crise. O Conselho recusou-se a renovar o seu mandato, apesar de ter sido o mais "dinâmico" líder até Jacques Delors.

### 1967-85
Durante a década de 1970, os presidentes estavam envolvidos nos principais projetos políticos da atualidade, tais como a União Monetária Europeia. Em 1970, o presidente Jean Rey garantiu recursos financeiros próprios da Comunidade e, em 1977, o presidente Roy Jenkins tornou-se o primeiro Presidente da Comissão a assistir a uma cimeira do G7, em nome da Comunidade.
No entanto, devido a problemas tais como a crise do petróleo de 1973 e a crise energética de 1979, as dificuldades económicas colocaram o ideal europeu sobre o plano, apenas com o Presidente tentando manter a ideia viva. Os estados-membros tinham um importante papel e criaram o Conselho Europeu para discutir problemas específicos, mas o Conselho não foi capaz de manter os grandes projetos no bom caminho, como a Política Agrícola Comum. A Comunidade iniciou um período de euroesclerose devido a dificuldades económicas e desacordos sobre o orçamento comunitário e pela Comissão Thorn, em que o presidente não foi capaz de exercer a sua influência de forma significativa.

### Presidencialismo
No entanto, a Comissão começou a recuperar sob a presidência de Jacques Delors. Ele é visto como o mais bem sucedido Presidente, sendo creditado como dando à Comunidade um sentido de direção e dinamismo. A International Herald Tribune fez notar o trabalho de Jacques Delors, no final do seu segundo mandato em 1992: "O Sr. Delors salvou a Comunidade Europeia do tédio. Chegou quando o europessimismo estava no seu pior. Embora fosse um pouco conhecido ex-ministro das finanças francês, soprou vida e esperança para a CE e para a cabisbaixa Comissão de Bruxelas. No seu primeiro mandato, de 1985 a 1988, voltou a Europa para a chamada do mercado único e, quando foi nomeado para um segundo mandato começou por exortar os europeus em direção a mais ambiciosas metas de coesão económica, monetária e união política."
Delors sinalizou uma mudança na presidência. Antes de chegar ao poder como Presidente da Comissão, ainda uma posição de primeiro entre iguais, deixou o cargo como um ícone e líder incontestável da Comunidade. A sua posse tinha produzido uma forte Presidência e uma Comissão mais forte, como o cargo de presidente se tornou mais importante. Após os tratados terem cimentado esta alteração, o presidente teve mais controlo sobre a atribuição de pelouros e a capacidade de forçar a demissão de comissários. Quando o Presidente Romano Prodi assumiu o cargo com os novos poderes do Tratado de Amesterdão, foi apelidado pela imprensa como o primeiro primeiro-ministro da Europa. O trabalho do Presidente Delors tinha aumentado os poderes do Parlamento, cujo apoio tinha desfrutado. No entanto, mais tarde, as Comissões não desfrutaram do mesmo apoio do Parlamento e, em 1999, utilizou o seu poder para forçar a Comissão Santer a demitir-se.

### Superintendência parlamentar
Historicamente, o Conselho nomeou o Presidente e todo o corpo da Comissão, por unanimidade, sem participação do Parlamento. Contudo, com o Tratado da União Europeia em 1993, o Parlamento Europeu ganhou o direito a ser "consultado" sobre a nomeação do Presidente e ao veto da Comissão como um todo. O Parlamento decidiu interpretar o seu direito a ser consultado como um direito de veto do Presidente, que o Conselho aceitou relutantemente O direito de veto foi formalizado em Tratado. O Tratado de Nice mudou a votação do Conselho a partir de uma escolha unânime para uma maioria qualificada. Isto significava que o peso do Parlamento no processo aumentara, resultando em um quase-sistema parlamentar, onde um grupo poderia estar "em governo". Tal tornou-se evidente em 2004, quando muitos candidatos foram apresentados e o centro-direita ganhou acabando com os grupos da esquerda da França e da Alemanha. Barroso foi então forçado a voltar atrás sobre a sua escolha dos comissários do Parlamento devido à ameaça que não iria aprovar a sua Comissão.

## Nomeação
O artigo 214.º do Tratado da União Europeia, na redação dada pelo Tratado de Nice, define o procedimento para a nomeação do Presidente e da sua equipa. O Conselho (como o Conselho Europeu) vota por maioria qualificada para eleger um candidato ao cargo de Presidente. Esta proposta é, então, apresentada ao Parlamento que deve aprovar ou vetar a nomeação. O presidente, então, juntamente com o Conselho, apresenta a sua equipa ao Parlamento para ser examinada. O Parlamento vota, em seguida, na Comissão como um todo e, se aprovada, o Conselho, deliberando por maioria qualificada, nomeia o presidente e sua equipa de gabinete.

### Transparência
A maioria qualificada no Conselho levou mais candidatos a campo, embora tenha havido uma maior politização devido ao envolvimento do Parlamento e da mudança de orientação política na União Europeia desde a criação do mercado para a reforma do mesmo. No entanto, apesar disto, a escolha dentro do Conselho continua a ser largamente à porta fechada. Durante a nomeação de Jacques Santer, as discussões foram mantidas em privado com os meios de comunicação de fora. Os deputados estavam zangados com o processo, contra o espírito de concertação que o novo tratado da UE trouxe. O eurodeputado Pauline Green, líder do Grupo Socialista, declarou que o pensamento do seu grupo era que "o Parlamento devia recusar-se a justificar uma prática tão triste para o processo democrático". Houve ofertas semelhantes em 1999 e 2004, assistindo-se a uma repetição da nomeação de Santer, quando Durão Barroso foi nomeado através de uma série de reuniões secretas entre os dirigentes. Esta foi fortemente criticada pelos deputados, como o líder do Grupo Liberal Graham Watson, que descreveu o processo como uma "censura ao mercado de Justus Lipsius" produzindo apenas o "mínimo denominador comum", enquanto o co-líder dos Verdes-ALE Daniel Cohn-Bendit perguntou a Durão Barroso, após a sua primeira intervenção, "se você é o melhor candidato, porquê que você não o primeiro?"

### Critérios
O candidato selecionado pelo Conselho tem sido muitas vezes um líder político nacional, mas este não é um requisito. Em 2004, a proposta da Constituição Europeia, e agora pelo Tratado de Lisboa, incluiu uma disposição segundo a qual a escolha do Presidente deve ter em conta o resultado das eleições parlamentares e o candidato apoiado pelo vitorioso europartido em particular. Esta disposição não estava em vigor na nomeação em 2004, mas o centro-direita Partido Popular Europeu (PPE), que ganhou as eleições e indicando um candidato do seu partido. No final, o candidato do PPE foi escolhido: José Manuel Durão Barroso. Na mesma base, o Grupo do PPE apoiou Barroso novamente para um segundo mandato durante a campanha das eleições europeias de 2009 e, depois de ganhar novamente as eleições, foi capaz de garantir a sua nomeação pelo Conselho Europeu.[carece de fontes?]
Outros critérios a serem observados que influenciam a escolha do Conselho incluem: qual a região da Europa de onde o candidato provém, sendo favorecido o Sul da Europa em 2004; a influência política do candidato, credível ainda não dominando os membros; a língua, proficiência em francês é considerado necessário pela França; e o grau de integração, o seu Estado ser um membro da Zona Euro e do Acordo de Schengen.
Existe um pressuposto de que existe um acordo nesse sentido evolutivo que um Presidente de um grande Estado é seguido por um presidente de um Estado mais pequeno, e um político da esquerda será seguido por um político de direita: Roy Jenkins (socialista britânico), foi seguido por Gaston Thorn (liberal luxemburguês), Jacques Delors (socialista francês), Jacques Santer (democrata-cristão luxemburguês), Romani Prodi (esquerda italiana, ala democrata cristã) e José Barroso (democrata-cristão português). No entanto, apesar destes pressupostos, estes presidentes têm sido geralmente escolhidos durante batalhas e coligações políticas. Jacques Delors foi escolhido na sequência de um desacordo sobre a franco-britânica Claude Cheysson, Santer foi indicado após vetar Jean-Luc Dehaene e Prodi foi apoiado por uma coligação de treze Estados contra a preferência franco-alemã, Guy Verhofstadt.

### Eleições
Em fevereiro de 2008, o Presidente Durão Barroso admitiu que havia um problema de legitimidade e que, apesar de terem a mesma legitimidade como primeiro-ministro em teoria, na prática, não era o caso. A abstenção eleitoral cria um problema para a legitimidade do presidente, com a falta de uma "esfera política europeia", mas afirmam que, em análise, se os cidadãos forem votar a favor de uma lista de candidatos para o cargo de Presidente, a abstenção seria muito mais elevada do que a verificada nos últimos anos.
De acordo com a Constituição Europeia, o Conselho Europeu teria que ter em conta os resultados das últimas eleições europeias e, além disso, o Parlamento deverá eleger, ao invés de simplesmente aprovar, o candidato proposto pelo Conselho. Tal foi tomado como o "taco" do Parlamento em relação à corrida dos candidatos dos partidos a Presidente da Comissão, com o candidato do partido vencedor a ser proposto pelo Conselho. Esta foi parcialmente posta em prática em 2004 quando o Conselho Europeu seleccionou um candidato do partido político que ganhou as eleições desse mesmo ano. No entanto, apenas um partido apresentou um candidato específico: o Partido Verde Europeu, que foi o verdadeiro primeiro partido político pan-europeu com uma campanha comum, com Daniel Cohn-Bendit. No entanto, devido à natureza dos outros partidos políticos não apresentarem nenhum outro candidato, o Partido Popular só mencionou quatro ou cinco pessoas que gostaria que fosse Presidente.
A Constituição não foi ratificada, mas estas alterações foram transitadas para o Tratado de Lisboa. Existem planos para fortalecer os partidos políticos europeus, a fim de eles proporem candidatos para as eleições de 2009. O Partido Europeu dos Liberais, Democratas e Reformistas já indicaram o seu, no seu congresso em outubro de 2007, com a intenção de avançar com um candidato para o cargo como parte de uma campanha comum.

## Duração do mandato
O Presidente é eleito por um período renovável de cinco anos com início seis meses após as eleições para o Parlamento Europeu. Estas estão regularizadas através do Tratado de Maastricht e as eleições têm lugar em junho de cada cinco anos (a primeira eleição foi realizada em 1979). Este alinhamento tem conduzido a uma relação mais estreita entre as eleições e com o próprio Presidente da já mencionada proposta de funcionamento dos partidos políticos com candidatos.
O Presidente e a sua Comissão podem ser demitidos por uma moção de censura do Parlamento. O Parlamento nunca o fez até hoje; no entanto, houve uma ameaça de que isso acontecesse em 1999, devido a alegações de má gestão financeira que conduziram a Comissão Santer a demitir-se perante o Parlamento, que a forçou a isso.
No Tratado de Lisboa, o Conselho Europeu pode terminar com o mandato do Presidente em caso de impedimento ou de falta grave (Artigo 9 º-B (5)).

## Funções e competências
O Presidente da Comissão Europeia é o cargo com mais importância e poder na União Europeia, controlando a Comissão, que tem conjuntamente um monopólio sobre toda legislação da União e é responsável por garantir a sua execução. O Presidente controla a agenda política da Comissão e, na prática, nenhuma política pode ser proposta sem o acordo do Presidente.
O papel do Presidente é liderar a Comissão e dar um sentido à Comissão e à União como um todo. Os Tratados estipulam que "a Comissão deve trabalhar sob a orientação política do seu Presidente" (artigo 219 do Tratado de Roma), este é conduzida através da sua convocação e presidência das reuniões do colégio de comissários, o seu gabinete pessoal e as reuniões dos chefes de gabinete do Comissário de cada um (a Hebdo). O Presidente também pode forçar um Comissário a demitir-se. O trabalho da Comissão como um corpo é baseada no princípio da responsabilidade coletiva do gabinete, porém, nos seus poderes mais do que ele age como um primeiro entre iguais. O papel do Presidente é semelhante ao de um Primeiro-ministro nacional presidindo um gabinete ministerial.
O Presidente também tem a responsabilidade de representar a Comissão na União e para além dela. Por exemplo, ele é um membro do Conselho Europeu, e toma parte nos debates no Parlamento e no Conselho de Ministros. Fora da União, ele frequenta as reuniões do Conselho do G8 para representar a União Europeia. No entanto, em termos de política externa, ele tem que competir com vários Comissários relacionados com os assuntos estrangeiros: o Alto Representante da União para os Negócios Estrangeiros e a Política de Segurança e o Presidente do Conselho Europeu.
O sistema presidencial havia começado a desenvolver desde Jacques Delors, e desde então foi cimentado um Presidente forte com competência própria, tornando-o praticamente imparável. No entanto, ele ainda é dependente externamente sobre o apoio do Conselho e do Parlamento. Delors tinha beneficiado do apoio do Parlamento e do Conselho para todo o seu mandato, e devido ao seu trabalho, o Parlamento viu aumentados os seus poderes e o Conselho viu aumentados os seus membros. A adesão é agora tão grande, que o Presidente é cada vez mais incapaz de reunir o apoio de todos os Estados, mesmo que o seu trabalho seja suposto funcionar como uma tentativa de manter todos felizes. O Parlamento tem agora mais poder sobre a Comissão e podem recusar as suas propostas, embora a Comissão tem pouco poder sobre o Parlamento, como a capacidade de dissolvê-lo para novas eleições.
Os gabinetes da Presidência estão localizados no 13.º piso do Edifício Berlaymont em Bruxelas. O Presidente recebe a sua orientação política no seu gabinete, que atua como guarda-costas do Presidente. Esses fatores podem levar a um isolamento do Presidente em relação a eventos exteriores. Pela Função Pública Europeia, o Presidente tem um estatuto semelhante a uma "divindade", devido ao seu enorme simbolismo e autoridade dentro do corpo. O Presidente exerce mais autoridade através da serviço jurídico e do Secretariado-Geral da Comissão. O primeiro tem o poder de estabelecer propostas sobre o plano jurídico, enquanto a última organiza reuniões, agendas e minutas. O seu controle sobre essas áreas, dá ao Presidente mais instrumentos políticos quando dirige os trabalhos da Comissão. Isto também tem aumentado o tratamento presidencial do Presidente da Comissão.

### Relações com a Presidência do Conselho
Apesar do recente tratamento presidencial, o Presidente também tem vindo a perder terreno para os grandes Estados como a França, a Itália, o Reino Unido e a Alemanha, pretendendo marginalizar o seu papel. Isso pode aumentar com a criação da Comissão Permanente do Presidente do Conselho Europeu. Ainda há a preocupação de que a concorrência com o novo Presidente do Conselho levaria ao aumento das lutas, por existirem disposições para combinar os dois gabinetes. O Presidente do Conselho não pode exercer um mandato nacional, como o de P
primeiro-ministro de um Estado-membro, mas não existe essa restrição em gabintes europeus. Então, o Presidente da Comissão, que já tem assento no Conselho Europeu, também poderia ser nomeado Presidente do Conselho. Tal permitiria ao Conselho combinar a posição com os poderes de ambos os órgãos em um único Presidente da União Europeia.

## Privilégios
O salário do presidente é (segundo dados de 2004) de 266.530 €. Isto é normal em comparação com um comissário, que recebe 217.280 €. Não lhe é atribuída residência oficial ou jacto privado, mas recebe um subsídio de habitação, automóvel, motorista e um staff de cerca de 20 pessoas.

## Lista de Presidentes
| Assinado Em vigor Documento                            | 1951 1952 Tratado de Paris                          | 1957 1958 Tratados de Roma         | 1965 1967 Tratado de Fusão | 2007 2009 Tratado de Lisboa |
|                                                        |                                                     |                                    |                            |                             |
|                                                        |                                                     |                                    |                            |                             |
|                                                        | Comissão das Comunidade Europeia da Energia Atómica | Comissão das Comunidades Europeias | Comissão Europeia          |                             |
| Alta Autoridade da Comunidade Europeia do Carvăo e Aço |                                                     | Comissão das Comunidades Europeias | Comissão Europeia          |                             |
|                                                        | Comissão das Comunidade Económica Europeia          | Comissão das Comunidades Europeias | Comissão Europeia          |                             |
|                                                        |                                                     |                                    | v d e                      |                             |

Legenda:   [     ] Esquerda (ex.: PSE) - [     ] Liberal (ex.: ELDR) - [     ] Direita (ex.: CD/PPE)
|    | Presidente                                  | Início do mandato      | Fim do mandato         | Estado             | Partido                                    | Foto |
| -- | ------------------------------------------- | ---------------------- | ---------------------- | ------------------ | ------------------------------------------ | ---- |
| 1  | Walter Hallstein Comissão Hallstein         | 1 de janeiro de 1958   | 30 de junho de 1967    | Alemanha Ocidental | Democratas-cristãos Nacional: CDU          |      |
| 2  | Jean Rey Comissão Rey                       | 2 de julho de 1967     | 1 de julho de 1970     | Bélgica            | Democratas-liberais Nacional: PRL          |      |
| 3  | Franco Maria Malfatti Comissão Malfatti     | 2 de julho de 1970     | 1 de março de 1972     | Itália             | Democratas Cristãos Nacional: DC           |      |
| 4  | Sicco Mansholt Comissão Mansholt            | 22 de março de 1972    | 5 de janeiro de 1973   | Países Baixos      | Socialistas Nacional: PvdA                 |      |
| 5  | François-Xavier Ortoli Comissão Ortoli      | 6 de janeiro de 1973   | 5 de janeiro de 1977   | França             | Democratas Cristãos Nacional: RPR          |      |
| 6  | Roy Jenkins Comissão Jenkins                | 6 de janeiro de 1977   | 19 de janeiro de 1981  | Reino Unido        | Socialistas Nacional: Labour               |      |
| 7  | Gaston Thorn Comissão Thorn                 | 20 de janeiro de 1981  | 6 de janeiro de 1985   | Luxemburgo         | Democratas Liberais Nacional: Demokratesch |      |
| 8  | Jacques Delors Comissão Delors              | 7 de janeiro de 1985   | 24 de janeiro de 1995  | França             | Socialistas Nacional: PS                   |      |
| 9  | Jacques Santer Comissão Santer              | 25 de janeiro de 1995  | 15 de março de 1999    | Luxemburgo         | Partido Popular Nacional: CSV              |      |
| ~  | Manuel Marín Comissão interina de Marín     | 15 de março de 1999    | 17 de setembro de 1999 | Espanha            | Socialistas Nacional: PSOE                 |      |
| 10 | Romano Prodi Comissão Prodi                 | 17 de setembro de 1999 | 31 de outubro de 2004  | Itália             | Democratas Liberais Nacional: Democratici  |      |
| 11 | José Manuel Barroso Comissão Barroso        | 1 de novembro de 2004  | 31 de outubro de 2014  | Portugal           | Partido Popular Nacional: PSD              |      |
| 12 | Jean-Claude Juncker Comissão Juncker        | 1 de novembro de 2014  | 1 de dezembro de 2019  | Luxemburgo         | Partido Popular Nacional: CSV              |      |
| 13 | Ursula von der Leyen Comissão von der Leyen | 1 de dezembro de 2019  | Incumbente             | Alemanha           | Partido Popular Nacional: CDU              |      |